# Stock Spirits Group
A Stock Spirits Group egy Lengyelországban, Csehországban és Olaszországban üzemelő, szeszes italokat gyártó vállalat. Részvényeit jegyzik a Londoni Értéktőzsdén és szerepel az FTSE250 indexben.

## Története
A vállalat vezető márkáit, a Polmos Lublint és a  Wódka Żołądkowa Gorzkát a mai Lengyelország területén 1906-ban, illetve 1950-ben alapították. Az Oaktree Capital Management 2006-ban felvásárolta a Polmos Lublint, s az 1884-ben Triesztben alapított, majd a mai Csehországba költözött Eckes & Stockot, s ezekből 2008-ban létrehozta a Stock Spirits Group vállalatot.. A cég 2013 októbertől működik nyílt körűen.

## Tevékenysége
A vállalat termelési és értékesítési tevékenysége földrajzilag nagyjából Olaszországot, Lengyelországot és Csehországot fedi le.